# Arruda
Arruda es una denominación de origen controlada (DOC) portuguesa para vinos producidos en la región demarcada de Arruda, que abarca el concelho de Arruda dos Vinhos y parte de Sobral de Monte Agraço y Vila Franca de Xira, situados en la margen derecha del Tajo, cerca de su desembocadura.
La zona presenta un relieve suave, con elevaciones separadas por valles largos y un clima de características mediterráneas.

## Variedades de uva
- Tintas: Aragonez (Tinta Roriz), Castelão (Periquita1), Tinta Miúda, Touriga Nacional y Trincadeira (Tinta Amarela).
- Blancas: Arinto (Pedernã), Fernão Pires (Maria Gomes), Rabo de Ovelha, Seara Nova y Vital.